# Братская могила павших в Бородинском сражении
Братская могила павших в Бородинском сражении 1812 года — братская могила 300 воинов, павших в Бородинском сражении, находящаяся за зданием музея-панорамы «Бородинская битва» на Кутузовском проспекте.

## История
Изначально главный мемориал Москвы в память о солдатах, погибших в Бородинском сражении, находился на Дорогомиловском кладбище (между Кутузовским проспектом и Москвой-рекой), которое было уничтожено в начале 1950-х годов. Старейшее кладбище было частично срыто, а частично застроено.
Захоронения солдат на этом кладбище начались вскоре после Бородинского сражения, еще до того, как Москва была отдана Наполеону, и продолжались до середины 1813 года. Интересно, что хоронили не только русских солдат, но и французских. Умерших было так много, что пришлось выделить новые территории для захоронений — рядом с Еврейским кладбищем, которое находилось на месте дома 28 по Кутузовскому проспекту и школы № 1232.
Чаще всего в источниках можно найти упоминания о некой братской могиле, в которой было похоронено 300 русских воинов — участников Бородинской битвы. Скорее всего, подобных могил на кладбище было несколько, а значит, было захоронено и большее число воинов. Ошибочное предположение о том, что на Дорогомиловском кладбище существовала лишь одна могила, могло возникнуть в связи с тем, что другие братские захоронения не были отмечены памятными знаками и исчезли еще в первой половине XIX века.
Количество захороненных воинов Бородинской битвы могло резко увеличится в период с 26 августа по 11 сентября, когда Кутузов и Ростопчин осуществляли массовую эвакуацию, однако для большого количества солдат (от 10 до 23 тысяч), порядка 150 пушек и 75000 ружей не нашлось подвод, и все они достались неприятелю. Часть солдат погибла в пожаре, часть от отсутствия должного ухода, а часть погибла от рук наполеоновских солдат.
В 1849 году, когда отмечалось 35 лет со дня полного разгрома наполеоновских войск, на средства известного промышленника мануфактур-советника и мецената Константина Прохорова над могилой был установлен следующий памятник: кирпичная стела, облицованная железом и увенчанная золотою с крестом главкой, напоминающая монумент на Бородинском поле. На памятной доске была надпись: «Вечная вам память, мученики и страдальцы за Веру, Царя и Отечество живот свой положившие. Сей памятник воздвигнут над общею могилою трехсот воинов-страдальцев и раненых в Бородинской битве и умерших на пути в Москву 1812».

## Монумент в советское время

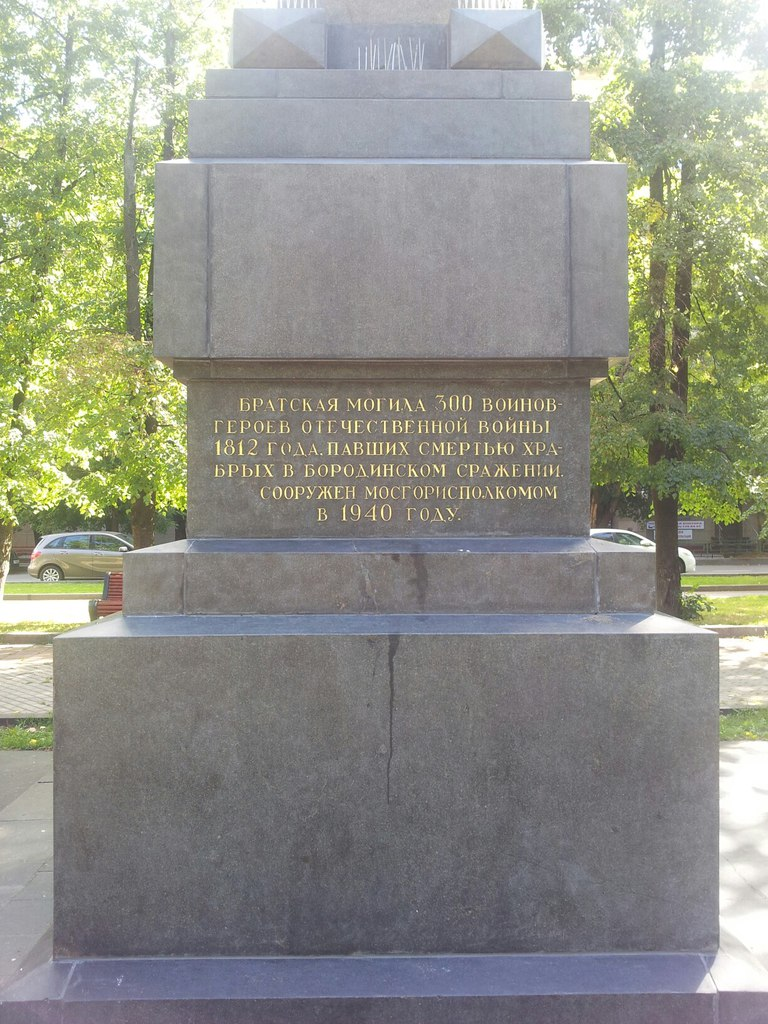
Надпись на обелиске

В Советское время монумент постигла печальная участь: сделанный в традициях православных погребальных памятников, он не соответствовал принципам новой идеологии и подлежал уничтожению. Вместе с ним был взорван её прообраз — памятник на Бородинском поле, а также могила Багратиона.
В 1940 году на могиле был установлен новый монумент, представляющий собой семиметровый гранитный обелиск с надписью «Братская могила 300 воинов-героев Отечественной войны 1812 года, павших смертью храбрых в Бородинском сражении. Сооружен Мосгорисполкомом в 1940 г».
Некоторое время обелиск стоял на своем изначальном месте — над могилой, но кладбище уже было закрыто и постепенно ликвидировалось. Начиналась активная реконструкция района Дорогомилово, Можайское шоссе превращалось в Кутузовский проспект, шло активное строительство, а грунт с кладбища свозили к речке Фильке, где дети находили черепа и кости. Обелиск стоял на своем месте до тех пор, пока не снесли Елизаветинскую церковь. После этого монумент несколько раз менял своё место, а затем в начале 1950-х обелиск был перенесен к «Кутузовской избе», в Фили, где и находится до сих пор.

## Судьба останков
Существует несколько версий о перенесении останков воинов, которые были захоронены в этой могиле.
По одной из версий, останки были перенесены вместе с обелиском, и соответственно сейчас находятся у музея.
По другой версии, часть останков из могилы была перенесена на Ваганьковское кладбище в конце 1940-х, а в 1965 году там был установлен обелиск из черного мрамора. Но сейчас эта версия подвергается сомнению, так как обелиск неоднократно отодвигали подальше от главного входа.
Также в 2010 году, в ходе строительства школьного здания по адресу Кутузовский проспект 22а, были обнаружены человеческие останки, которые были определены как прах воинов, после чего было принято решение перенести найденные останки 94 солдат в братскую могилу на Введенском кладбище, где был установлен памятник со следующей надписью «Обелиск сооружен в память о 94 воинах, скончавшихся от ран, полученных в Бородинском сражении 26 августа 1812 года (по старому стилю). Прах перенесен в братскую могилу с территории бывшего Дорогомиловского кладбища 12 августа 2010 года», однако археологи считают, что данные останки не принадлежат воинам Бородинского сражения и дают следующее заключение:

В ходе надзора, связанного со строительством школы № 56 по адресу: Кутузовский проспект, 22-а (застройщик — закрытое акционерное общество УКС объектов торговли и агропрома) было определено, что в предшествующий началу земляных работ 2009—2010 годов период, в результате разновременных строительных разрытий и продолжительной хозяйственной деятельности, культурный слой в пределах строительного котлована был практически полностью утрачен. В зоне старого здания школы культурный слой полностью разрушен фундаментами указанного здания. В целом напластования были представлены строительным мусором (битый кирпич, известь, глина, осколки стекла, куски штукатурки и асфальта) и датируются в целом XX веком.
В юго-западной части котлована были выявлены разрозненные кости человеческих скелетов, представляющие собою следы исторического Дорогомиловского кладбища, разрушенного в предшествующий период в ходе застройки территории, прокладки инженерных сетей, а также демонтажа зданий и коммуникаций. Не потревоженные захоронения отсутствовали. Артефактов, позволяющих отнести обнаруженные разрозненные останки к группе воинских захоронений и связать их с событиями 1812 года, не выявлено. Все собранные в ходе археологического надзора костные останки были переданы подрядной строительной организации для последующего перезахоронения.

Существует мнение, что останки не перезахоранивались и не переносились, а значит обелиск стоит на пустом месте. Для этого также могут быть свои основания — после долгого нахождения в сырой земле останки, к моменту перенесения монумента на его сегодняшнее место, могли уже полностью разложиться, с другой стороны — перенесение останков было символическим актом, а значит было достаточно взять лишь горсть земли с могилы (или откопать несколько косточек) и перенести её на новое место. Также надо учитывать тот факт, что обелиск менял своё местонахождение несколько раз, и вряд ли каждый раз осуществлялось перезахоронение.
Краеведы считают, что останки трехсот воинов до сих пор находятся на своем изначальном месте — на том месте, где сегодня проезжая часть, где стоят машины жильцов домов 26 и 28 по Кутузовскому проспекту или же в тихом дворе дома 26.